# Trichoniscus lazzaronius
Trichoniscus lazzaronius är en kräftdjursart som beskrevs av Karl Wilhelm Verhoeff 1952. Trichoniscus lazzaronius ingår i släktet Trichoniscus och familjen Trichoniscidae. Inga underarter finns listade i Catalogue of Life.